# Movimiento rotativo

Esfera rotando alrededor de uno de sus diámetros

El movimiento rotativo consiste en la rotación alrededor de un eje fijo (o sobre un eje fijo de revolución), y es un caso especial de movimiento de rotación. La hipótesis del eje fijo excluye la posibilidad de que un eje cambie su orientación, y no puede describir fenómenos como la nutación o la precesión. Según el teorema de rotación de Euler, la rotación simultánea en varios ejes estacionarios al mismo tiempo es imposible. Si se fuerzan dos rotaciones al mismo tiempo, aparecerá un nuevo eje de rotación.
Este artículo asume que la rotación también es estable, de modo que no se requiere ningún par de fuerzas para que continúe. La cinemática y la dinámica de rotación alrededor de un eje fijo de un cuerpo rígido son matemáticamente mucho más simples que las de la rotación libre de un sólido rígido; son completamente análogas a las del movimiento rectilíneo en una única dirección fija, lo que no es cierto para la rotación libre de un cuerpo rígido. Las expresiones para la energía cinética del objeto, y para las fuerzas aplicadas en las distintas partes del objeto, también son más simples para la rotación alrededor de un eje fijo que para el movimiento de rotación general. Por estas razones, la rotación alrededor de un eje fijo se enseña habitualmente en cursos introductorios de física después de que los estudiantes dominen el movimiento rectilíneo. La totalidad del movimiento de rotación generalmente no se enseña en las clases introductorias de física.

## Traslación y rotación

Un ejemplo de rotación. Cada parte del tornillo sin fin, tanto el tornillo como el engranaje helicoidal, gira sobre su propio eje.

Un cuerpo rígido es un objeto de extensión finita en el que todas las distancias entre sus partículas componentes son constantes. No existe un cuerpo verdaderamente rígido; fuerzas externas pueden deformar cualquier sólido, pero para los propósitos de este artículo, un cuerpo rígido es un sólido que requiere grandes fuerzas para deformarlo apreciablemente.
Un cambio en la posición de una partícula en el espacio tridimensional puede especificarse completamente mediante tres coordenadas. Un cambio en la posición de un cuerpo rígido es más complicado de describir. Se puede considerar como una combinación de dos tipos distintos de movimiento: movimiento de traslación y movimiento circular.
Un movimiento de traslación puro se produce cuando cada partícula del cuerpo tiene la misma velocidad instantánea que cualquier otra partícula; entonces el camino trazado por cualquier partícula es exactamente paralelo al camino trazado por cualquier otra partícula del cuerpo. Bajo el movimiento de traslación, el cambio en la posición de un cuerpo rígido se especifica completamente mediante tres coordenadas como x, y y z, lo que da el desplazamiento de cualquier punto, como por ejemplo el centro de masa, asociado al cuerpo rígido.
El movimiento rotacional puro se da cuando cada partícula del cuerpo se mueve en un círculo alrededor de una sola línea. Esta línea se llama eje de rotación. En consecuencia, los radios vectores desde el eje a todas las partículas experimentan el mismo desplazamiento angular al mismo tiempo. El eje de rotación no necesita pasar por el cuerpo. En general, cualquier rotación puede especificarse completamente mediante los tres desplazamientos angulares con respecto a los ejes de coordenadas rectangulares x, y y z. Por lo tanto, cualquier cambio en la posición del cuerpo rígido se describe completamente mediante tres coordenadas traslacionales y tres rotacionales.
Se puede llegar a cualquier desplazamiento de un cuerpo rígido sometiendo primero el cuerpo a un desplazamiento seguido de una rotación, o por el contrario, a una rotación seguida de un desplazamiento. Ya se sabe que para cualquier colección de partículas, ya sea en reposo una con respecto a la otra (como en un cuerpo rígido), o en movimiento relativo (como los fragmentos de un obús que ha explotado), la aceleración del centro de masa viene dada por la expresión
{\displaystyle F_{\mathrm {tot} }=Ma_{\mathrm {cm} }\;\!}
donde M es la masa total del sistema y acm es la aceleración del centro de masa. Queda por describir la rotación del cuerpo sobre el centro de masa y relacionarla con las fuerzas externas que actúan sobre el cuerpo. La cinemática y la dinámica del movimiento de rotación alrededor de un solo eje se asemejan a la cinemática y la dinámica del movimiento de traslación. El movimiento rotacional alrededor de un solo eje tiene incluso un teorema de energía de trabajo análogo al de la dinámica de partículas.

## Cinemática

### Desplazamiento angular
Una partícula se mueve en un círculo de radio {\displaystyle r}. Cuando ha recorrido una longitud de arco {\displaystyle s}, su posición angular es {\displaystyle \theta } en relación con su posición original, donde {\displaystyle \theta ={\frac {s}{r}}}.
En matemáticas y física, es habitual utilizar la unidad natural radianes en lugar de grados o revoluciones. Las unidades se convierten de la siguiente manera:
{\displaystyle {\begin{aligned}1{\text{ revolución }}&=360^{\circ }=2\pi {\text{ radianes, y}}\\1{\text{ rad}}&={\frac {180^{\circ }}{\pi }}\approx 57.27^{\circ }.\end{aligned}}}
Un desplazamiento angular es un cambio en la posición angular:
{\displaystyle \Delta \theta =\theta _{2}-\theta _{1},\!}
donde {\displaystyle \Delta \theta } es el desplazamiento angular, {\displaystyle \theta _{1}} es la posición angular inicial y {\displaystyle \theta _{2}} es la posición angular final.

### Celeridad angular y velocidad angular
El cambio en el desplazamiento angular por unidad de tiempo se denomina velocidad angular, con dirección en el eje de rotación. El símbolo de velocidad angular es {\displaystyle \omega } y las unidades son típicamente rad s−1. La celeridad angular es la magnitud de la velocidad angular.
{\displaystyle {\overline {\omega }}={\frac {\Delta \theta }{\Delta t}}={\frac {\theta _{2}-\theta _{1}}{t_{2}-t_{1}}}.}
La velocidad angular instantánea viene dada por
{\displaystyle \omega (t)={\frac {d\theta }{dt}}.}
Usando la fórmula para la posición angular y dejando {\displaystyle v={\frac {ds}{dt}}}, entonces se tiene
{\displaystyle \omega ={\frac {d\theta }{dt}}={\frac {v}{r}},}
donde {\displaystyle v} es la velocidad de traslación de la partícula.
La velocidad angular y la frecuencia están relacionadas por
{\displaystyle \omega ={2\pi f}\!}.

### Aceleración angular
Una velocidad angular cambiante indica la presencia de una aceleración angular en el cuerpo rígido, típicamente medida en rad s−2. La aceleración angular promedio {\displaystyle {\overline {\alpha }}} durante un intervalo de tiempo Δt viene dada por
{\displaystyle {\overline {\alpha }}={\frac {\Delta \omega }{\Delta t}}={\frac {\omega _{2}-\omega _{1}}{t_{2}-t_{1}}}.}
La aceleración instantánea α(t) viene dada por
{\displaystyle \alpha (t)={\frac {d\omega }{dt}}={\frac {d^{2}\theta }{dt^{2}}}.}
Por lo tanto, la aceleración angular es la tasa de cambio de la velocidad angular, así como la aceleración es la tasa de cambio de velocidad.
La aceleración traslacional de un punto en el objeto que gira está dada por
{\displaystyle a=r\alpha ,\!}
donde r es el radio o la distancia desde el eje de rotación. Esta también es la componente tangencial de la aceleración: es tangencial a la dirección de movimiento del punto. Si este componente es 0, se trata de un movimiento circular y la velocidad solo cambia de dirección.
La aceleración radial o normal (perpendicular a la dirección del movimiento) viene dada por
{\displaystyle a_{\mathrm {R} }={\frac {v^{2}}{r}}=\omega ^{2}r\!}.
Se dirige hacia el centro del movimiento de rotación, y a menudo se le llama la "aceleración centrípeta".
La aceleración angular es causada por el par motor, que puede tener un valor positivo o negativo de acuerdo con la convención de frecuencia angular positiva y negativa. El momento de inercia {\displaystyle T=I\alpha } da la relación entre el par aplicado y la aceleración angular producida (es decir, indica lo que cuesta comenzar, detener o cambiar la rotación del sólido rígido en cuestión).

### Ecuaciones cinemáticas
Cuando la aceleración angular es constante, las cinco cantidades de desplazamiento angular {\displaystyle \theta }, la velocidad angular inicial {\displaystyle \omega _{i}}, la velocidad angular final {\displaystyle \omega _{f}}, la aceleración angular {\displaystyle \alpha } y el tiempo {\displaystyle t} pueden relacionarse por cuatro ecuaciones cinemáticas:
{\displaystyle {\begin{aligned}\omega _{f}&=\omega _{i}+\alpha t\\\theta &=\omega _{i}t+{\frac {1}{2}}\alpha t^{2}\\\omega _{f}^{2}&=\omega _{i}^{2}+2\alpha \theta \\\theta &={\frac {1}{2}}\left(\omega _{f}+\omega _{i}\right)t\end{aligned}}}

## Dinámica

### Momento de inercia
El momento de inercia de un objeto, simbolizado por I, es una medida de la resistencia del objeto a los cambios en su rotación. El momento de inercia se mide en kilogramos metros² (kg m²). Depende de la masa del objeto: aumentar la masa de un objeto aumenta el momento de inercia. También depende de la distribución de la masa: distribuir la masa más lejos del centro de rotación aumenta el momento de inercia en un mayor grado. Para una sola partícula de masa {\displaystyle m} a una distancia {\displaystyle r} del eje de rotación, el momento de inercia viene dado por
{\displaystyle I=mr^{2}.}

### Momento torsor
El par {\displaystyle {\boldsymbol {\tau }}} es el efecto de torsión de una fuerza F aplicada a un objeto giratorio que se encuentra en la posición r desde su eje de rotación. Matemáticamente,
{\displaystyle {\boldsymbol {\tau }}=\mathbf {r} \times \mathbf {F} ,}
donde × denota el producto vectorial. Un par neto que actúa sobre un objeto producirá una aceleración angular del objeto de acuerdo con
{\displaystyle {\boldsymbol {\tau }}=I{\boldsymbol {\alpha }},}
tal como F = ma en dinámica lineal.
El trabajo realizado por un par que actúa sobre un objeto es igual a la magnitud del par por el ángulo a lo largo del que se aplica el par:
{\displaystyle W=\tau \theta .\!}
La potencia de un par es igual al trabajo realizado por el par por unidad de tiempo, por lo tanto:
{\displaystyle P=\tau \omega .\!}

### Momento angular
El momento angular {\displaystyle \mathbf {L} } es una medida de la dificultad de hacer que un objeto giratorio deje de rotar. Viene dado por
{\displaystyle \mathbf {L} =\sum \mathbf {r} \times \mathbf {p} } para el conjunto de todas las partículas del objeto.
El momento angular es el producto del momento de inercia y la velocidad angular:
{\displaystyle \mathbf {L} =I{\boldsymbol {\omega }},}
tal como p = mv en dinámica lineal.
El equivalente del momento lineal en el movimiento de rotación es el momento angular. Cuanto mayor es el momento angular del objeto que gira, mayor es su tendencia a continuar girando.
El momento angular de un cuerpo giratorio es proporcional a su masa y a la rapidez con la que gira. Además, el momento angular depende de cómo se distribuye la masa en relación con el eje de rotación: cuanto más lejos se encuentre la masa del eje de rotación, mayor será el momento angular. Por ejemplo, un disco plano tiene menos momento angular que un cilindro hueco de la misma masa y velocidad de rotación.
Al igual que el momento lineal, el momento angular es la cantidad vectorial, y su conservación implica que la dirección del eje de rotación tiende a permanecer sin cambios. Por esta razón, una peonza en rotación permanece vertical, mientras que una que no gira se cae inmediatamente.
La ecuación del momento angular se puede usar para relacionar el momento de la fuerza resultante sobre un cuerpo alrededor de un eje (a veces llamado par) y la velocidad de rotación alrededor de ese eje.
El par y el momento angular están relacionados de acuerdo con
{\displaystyle {\boldsymbol {\tau }}={\frac {d\mathbf {L} }{dt}},}
tal como F = d p/dt en dinámica lineal. En ausencia de un par externo, el momento angular de un cuerpo permanece constante. La conservación del momento angular se demuestra notablemente en patinaje artístico sobre hielo: al acercar los brazos al cuerpo durante un giro, el momento de inercia disminuye y, por lo tanto, aumenta la velocidad angular.

### Energía cinética
La energía cinética Ecrot debido a la rotación del cuerpo está dada por
{\displaystyle Ec_{\text{rot}}={\frac {1}{2}}I\omega ^{2},}
tal como Ectras = 1⁄2mv2 en dinámica lineal.
La energía cinética es la energía del movimiento. La cantidad de energía cinética traslacional depende de dos variables: la masa del objeto (m) y la velocidad del objeto (v) como se muestra en la ecuación anterior. La energía cinética siempre debe ser cero o un valor positivo. Si bien la velocidad puede tener un valor positivo o negativo, la velocidad al cuadrado siempre será positiva.

## Expresión vectorial
El desarrollo anterior es un caso especial de movimiento de rotación general. En el caso general, el desplazamiento angular, la velocidad angular, la aceleración angular y el par se consideran vectores.
Un desplazamiento angular se considera un vector, orientado sobre el eje de giro, de magnitud igual a la de {\displaystyle \Delta \theta }. La regla de la mano derecha se usa para encontrar en qué sentido apunta: si los dedos de la mano derecha están situados para reproducir la forma en que el objeto ha girado, entonces el pulgar de la mano derecha apunta en la dirección del vector.
El vector velocidad angular también apunta sobre el eje de rotación de la misma manera que los desplazamientos angulares que causa. Si un disco gira en sentido antihorario como se ve desde arriba, su vector de velocidad angular apunta hacia arriba. De manera similar, el vector aceleración angular apunta en el eje de rotación en la misma dirección en que apuntaría la velocidad angular si la aceleración angular se mantuviera durante un tiempo prolongado.
El vector de torsión apunta en el eje alrededor del cual tiende a causar una rotación. Para mantener la rotación alrededor de un eje fijo, el vector de par total debe estar en el eje, de modo que solo cambie la magnitud y no la dirección del vector de velocidad angular. En el caso de una bisagra, solo el componente del vector de torsión en el eje tiene un efecto en la rotación, otras fuerzas y pares son compensados por la estructura.

## Ejemplos y aplicaciones

### Velocidad angular constante
El caso más simple de rotación alrededor de un eje fijo es el de la velocidad angular constante. Entonces, el par total es cero. Para el ejemplo de la Tierra girando alrededor de su eje, hay muy poca fricción. Para un ventilador, el motor aplica un par para compensar la fricción. Al igual que el ventilador, los equipos que se encuentran en la industria de fabricación de producción en masa suelen valerse de la rotación alrededor de un eje fijo. Por ejemplo, se utiliza un torno multihusillo para rotar el material sobre su eje, con el fin de cortarlo, ajustarlo y tornearlo. El ángulo de rotación es una función lineal del tiempo, que en módulo 360° es una función periódica.
Un ejemplo es el problema de los dos cuerpos con órbitas circulares.

### Fuerza centrípeta
La tensión mecánica interna proporciona la fuerza centrípeta que mantiene unido un objeto giratorio. El modelo de un cuerpo rígido no considera las deformaciones que lo acompañan. Si el cuerpo no es rígido, esta tensión hará que cambie de forma. Esto se expresa como el objeto que cambia de forma debido a la fuerza centrífuga.
Los cuerpos celestes que giran unos sobre otros a menudo tienen órbitas elípticas. El caso especial de las órbitas circulares es un ejemplo de una rotación alrededor de un eje fijo: este eje es la línea a través del centro de masas perpendicular al plano del movimiento. La fuerza centrípeta es proporcionada por la gravedad, como en el problema de los dos cuerpos. Esto generalmente también se aplica a un cuerpo celeste giratorio, por lo que no necesita ser sólido para mantener su forma a menos que la velocidad angular sea demasiado alta en relación con su densidad (aunque tenderá a convertirse en un esferoide, alargándose). Por ejemplo, un cuerpo celeste formado por agua en rotación, deberá tardar al menos 3 horas y 18 minutos en completar una vuelta, independientemente de su tamaño, o el agua se dispersará. Si la densidad del fluido es mayor, el tiempo puede ser menor (véase período orbital).